# SGM Distribuzione
SGM Distribuzione S.r.l. fu un'azienda italiana facente parte della grande distribuzione organizzata.
Con il marchio Marco Polo Expert, è stata la più grande associata italiana al Gruppo Expert, catena svizzera di elettronica di consumo, elettrodomestici ed articoli per la casa. SGM Distribuzione controllava inoltre il portale di commercio elettronico marcopoloshop.it, attivo dal 2001.
Nel dicembre 2013, l'azienda ha completato la transazione per la creazione di una holding company con Unieuro, costituendo così il secondo gruppo italiano a proprietario unico nel settore dell'elettronica di consumo.. L’integrazione di SGM Distribuzione e Unieuro ha portato all’uscita dal consorzio svizzero e all’adozione del marchio Unieuro per tutti i negozi delle due catene.
Dalla successiva fusione delle due società è nata l’attuale Unieuro S.p.a.